# Milan Grobarcik
Milan Grobarcik, né le 9 novembre 1933 à La Machine (Nièvre) et mort le 27 décembre 2024, à Trélissac (Dordogne), est un footballeur français jouant au poste de défenseur, dans les années 1950 et 1960.